# Antifašizam
Antifašizam je pokret protiv fašizma i nacizma, koji se od sredine 1930-ih pojavio u gotovo svim europskim zemljama, i koji je u različitim oblicima otpora okupljao različite političke stranke (demokrate, liberale, socijaliste, komuniste, demokršćane i dr.). Naziv antifašizam razvio se u današnjem značenju zbog toga što se »fašizam« rabio kao generički pojam koji označuje ideologije, političke pokrete i organizacije te vladavinske poretke koji su po svojoj socijalnoj osnovi i političkoj funkciji te metodama djelovanja srodni talijanskom fašizmu (kao i njemačkom nacizmu). Stoga je i opozicija stavovima i akcijama desnih ekstremističkih stranaka i pokreta nužno dobila i vlastiti pojam. Antifašizam je politički pokret utemeljen na najširim demokratskim osnovama i na negaciji bitnih ideoloških postavki ovih dvaju pokreta. U fašističko-nacističkim agresijama 1930-ih i u vrijeme II. svjetskoga rata antifašizam prerasta u državnu politiku mnogih zemalja radi očuvanja neovisnosti protiv fašističkog presezanja.

## Povijest
U raznim zemljama antifašizam je poprimio različite organizacijske oblike. Najranija je bila Antifašistička koalicijska akcija, koju je u izbjeglištvu 1927. organizirala talijanska oporba, dvije socijalističke i Republikanska partija.
Katolička Crkva se zarana našla na putu fašističkom projektu, koji je u svojem totalitarnom nagnuću nastojao svojom ideologijom uvelike nadomjestiti kršćanstvo, a socijalnim utjecajem što više potisnuti onaj crkvenih struktura. Već 1931. fašisti su proganjali i napadali katoličke omladinske organizacije talijanske Katoličke akcije, katoličke laičke organizacije čije je djelovanje promovirao Papa Pio XI.  enciklikom Ubi arcano iz 1922. godine. Pokret je djelovao po uputama episkopata, a bio je "izrazito vjersko-moralne
svrhe, što znači da ne obuhvaća djelatnosti s ovozemaljskim ciljevima: zadruge, sindikate,
političke stranke i slično". U prvoj polovini 1931. godine talijanska katolička omladina koja je bila okupljena u organizacijama talijanske Katoličke akcije, bila je antifašistički orijentirana. K tome osjećao se veliki polet u redovima te katoličke mladeži. Katolička Crkva i fašizam su se sukobili na nizu pitanja, među kojima i pitanje kome pripada pravo odgoja omladine. Katolička je Crkva tu bila izričito jasna, jer se papa Pio XI. još 31. prosinca 1929. jasno postavio enciklikom Representanti terra, u kojoj je naglašeno da Crkvi po Božjem (prirodnom) zakonu pripada pravo odgoja omladine, dok je država dužna štititi ćudoredni i vjerski odgoj mladeži. Fašistima to nije odgovaralo, jer im je ugrožavalo monopol na naobrazbu mladeži i mogućnost indoktrinacije. Također je i enciklika Pia XI. 'Non abbiamo bisogno iz 1931. bila protiv volje fašistima, jer se - povodom netom provedene zabrane Katoličke akcije od strane fašističkog režima - stavlja Crkva na viši nivo od (u Italiji: fašističke) države, te se osuđuje "pogansko klanjanje Državi" i obrazovanje mladeži na način da se u njih "usađuje mržnja, nasilje i bahatost". Papa je naglasio pravo i obvezu Katoličke Ckve u sudjelovanju u rješavanju socijalnih pitanja, dok su fašisti prerogative za rješavanje tih pitanja isključivo prisvajali sebi (Fašistička partija je u osnovi bila radnička stranka). Fašistički korporativni i totalitaristički sustav vlasti te odnos radnika i kapitala bili su u potpunoj oprjeci sa stavovima Katoličke Crkve kako treba rješavati socijalna pitanja društva. Fašistički tisak i vlada jedva su čekali prvu prigodu za napasti Katoličku akciju. Mussolini je reorganizirao fašističke omladinske organizacije na način da učini suvišnim omladinske organizacije Katoličke akcije, što Vatikanu nije promaknulo. Fašisti su bili sve svjesniji formiranja novih budućih protivnika u katoličkim organizacijama koje bi sasvim izvjesno u budućnosti ozbiljno ugrozile fašistički režim. Na to su krenuli s optužbama preko parola da je
Katolička akcija kamuflirana zabranjena Talijanska pučka stranka i da radi na rušenju fašista s vlasti. Talijanskom katoličkom sveučilišnom savezu fašisti su zabranili održavanje pokrajinskih sastanaka. Katolički studenti napadani su u Rimu, Modeni, Torinu, Bariju, Romagni i drugdje gdje su protiv njih organizirane demonstracije, uskrsna proslava katoličkih akademičara bila je zabranjena u Modeni, a u Bariju je napadnuto katoličko sjedište. Nakon objave enciklike Quadragesimo anno, diljem Italije uslijedile su fašističke demonstracije i napadi nad pristašama Katoličke akcije. 
Vatikansko glasilo Osservatore romano razotkrio je krinku lažnog katoličanstva u fašizmu:
L'Osservatore Romano zaključio je da fašistički nauk nije katolički nauk ni nauk otaca te da zbog toga fašizam nije ni kompetentan niti ima znanje ni sposobnosti odgajati mladež u katoličkom duhu.
Potom su antifašističke ideje najjasnije bile izražene na strani legalne španjolske vlade i Narodne fronte u španjolskom građanskom ratu 1936.–1939.
Komunisti su se vrlo brzo uključili u antifašistički pokret te su, na osnovi zaključaka Kominterne, 1930-ih nastojali povezati s drugim snagama i strankama  u borbi protiv fašizma. Pri tome su, međutim, njihove manje ili više neprikrivene nakane uvijek bile da takvim širokim pokretom dominiraju te da im to bude tek prva stepenica za revolucionarno preuzimanje vlasti.
Nakon pakta između Hitlera i Staljina sjedište kominterne u Moskvi izdaje nalog, prema kojom se zabranjuje nazivati rat "borba protiv fašizma" nego kao borba protiv "kapitalističko-imperijalističkih država. U skladu s tim komunističke stranke morale su promijeniti svoj stav, u vrijeme početaka Drugog svjetskog rata, kada su Nacistička Njemačka i Sovjetski Savez bili saveznici. Tek nakon njemačkog napada na Sovjetski Savez 1941. stvorena je antifašistička koalicija SSSR-a sa Sjedinjenim Državama, Francuskom i Velikom Britanijom.
Ideje antifašističkog pokreta preuzela je tijekom II. svjetskoga rata Antifašistička koalicija. Međunarodne konferencije tih godina, kao i odluke o utemeljenju UN-a, razrada su ključnih ideja antifašističkoga pokreta.
Antifašistički pokret u Hrvatskoj već je tijekom 1941. postao vrlo jak, da bi snažio praktički bez zastoja prema kraju rata. I u Hrvatskoj, i na razini Jugoslavije, komunisti su uvijek imali ključne funkcije u antifašističkom pokretu. U svim novoosnovanim organizacijama i državnim tijelima, i u onima koje su imale antifašistički predznak, bili su zastupljeni pojedinci iz različitih političkih stranaka, ali su njima praktički rukovodili komunisti. I nadalje su nastupali s antifašističkim i demokratskim programima i parolama, ali, kako se primicao kraj rata, sve je više postajalo jasno da će učiniti sve kako ni nakon rata ne bi ispustili vlast iz svojih ruku. Zato su se antifašističke parole, odnosno borba protiv Nijemaca, Talijana, ustaša i četnika, stalno i neraskidivo vezivale uz tipično komunističke parole o socijalnoj pravdi i vlasti »radnika i seljaka«.
U poslijeratnoj Europi pojam antifašizam postaje višeznačan, često bitno određen konkretnom političkom situacijom. U zapadnoeuropskim demokracijama antifašizam postaje ideološki temelj za dosljedno suprotstavljanje svim oblicima rasizma, ksenofobije i antisemitizma. U komunističkom bloku, pak, antifašizam postaje nedodirljivi ideologem, pojam koji pozitivno legitimira svaku ratnu i poratnu djelatnost komunističkih režimâ: zapravo se svako protivljenje komunističkoj vladavini u tim zemljama označavalo i progonilo kao "fašizam", a nerijetko se i djelovanje liberalnih demokracija označavalo kao "fašizam". Tako je primjerice i Berlinski zid - koje su komunistike vlasti Njemačke Demokratske Republike sagradile kako bi spriječile bijeg svojih stanovništva u slobodniju, bogatiju i uspješniju Saveznu Republiku Njemačku - nosio službeni naziv "Antifašistički obrambeni zid" (njem. „Antifaschistischer Schutzwall“). Na taj način je termin "antifašizam" u tim zemljama povezan i ispreplen s komunističkom ideologijom i praksom, te je u jednoj mjeri izgubio svoju prvotnu demokratsku poruku.

## Pojava u hrvatskim zemljama
U Istri se antifašizam pojavio već 1919., istodobno s nastankom prvih fašističkih organizacija i bio je vjerojatno jedan od prvih u Europi. Pokret nije bio jedinstven čak ni kao formalna grupa politički aktivnih građana. Javlja se u trima oblicima: kao građansko-demokratska, kao radničko-socijalistička/komunistička te kao, dosta brojna ali politički neopredijeljena, oporba hrvatskoga ruralnog stanovništva. Marginaliziranost, siromaštvo i osjećaj beznadnosti zaoštren političkim nasiljem utjecali su na izrazitu antifašističko oprjedijeljenost većine istarskoga stanovništva. Politička artikulirana oporba shvaća antifašizam kao borbu za demokraciju, a mnogobrojno ga hrvatsko seosko stanovništvo shvaća i kao borbu za nacionalno oslobođenje.
Stanovnici Istre koji su pretrpjeli talijansku fašizam represivnu politiku od trenutka okupacije 1918. do ulaska Italije u rat, reagirali su 1940. otvorenim građanskim neposluhom, ali i oružanim otporom. Asimilacijska politika talijanske uprave provodila se otvoreno i nasilno, negirajući nacionalni identitet Hrvata i Slovenaca; mnogobrojni su primjeri premlaćivanja, protjerivanja, prijetnji, čak ubojstava onih koji su joj se pokušali oduprijeti. Represivna politika nije uspjela uništiti antifašistički duh istarskoga hrvatskog, slovenskog i talijanskog puka. Na selu su ugledniji ljudi među pukom, tzv. narodnjaci, kao nositelji nacionalne svijesti bili u oporbi i prema fašistima i prema svim talijanskim strankama, i u toj su se borbi već dokazali i žrtvovali. Fašizmu se protivilo i političko osviješteno radništvo, posebice ono pod utjecajem socijalist. i komun. ideja (sindikati), no oni su organizirali otpor samo u industrijskim zonama ili u gradovima Puli, Vodnjanu, Rovinju, Raši i Labinu.
Antifašistički otpor hrvatskog puka počeo je već u siječnju 1919., neposredno nakon okupacije tal. vojske i odmah po pojavi prvih fašističkih squadri tada upravo nastalog fašističkog pokreta. Članovi socijalističkog a od 1921. i komunističkog pokreta organiziraju obranu protiv fašista. Hrvatski seljaci sukobljavali su se s fašistima kod Kanfanara, Rakotula, Tinjana, Lovrana, Funtane, Fuškulina i drugdje po Istri, kad god su im bili ugroženi domovi. U siječnju 1920. u Vodnjanu je došlo do oružanoga sukoba između talijanske policije, vojske, fašista i socijalista, u kojemu je poginuo mladić Pietro Benussi, a nekoliko je ljudi ranjeno. Hrvati i Talijani u Istri suprotstavili su se fašističkom nasilju prije parlamentarnih izbora 1921. na Labinštini (Labinska republika) i Proštini (Proštinska buna). Potom su se između crvenih komunnista (arditi rossi del popolo) i fašističkih jurišnika (squadre d’assalto) odnosno crnokošuljaša (camicie nere) vodile prave borbe na ulicama Pule, Vodnjana, Rovinja, Buja, Bala. Od druge polovice 1920-ih osnivaju se tajne antifašističke organizacije: hrvatsko-slovenskog TIGR te talijanske organizacije Italia libera i Giustizia e Libertà, među čije su se antifašiste uključili i neki bivši fašisti, socijalreformisti i demokrati, koji su poslije ubojstva glavnog tajnika talijanske Socijalističke partije Giacoma Matteottija shvatili svoju veliku zabludu.
Talijanski su komunisti sve do početka Drugoga svjetskog rata bili slaba oporba fašističkom režimu, posebice nakon mnogobrojnih policijskih provala. Organizacija TIGR nastala je nakon uvođenja diktature 1926., te u vrijeme zabranjivanja hrvatskih i slovenskih društava 1927. Mnogobrojne su se manje autonomne tajne organizacije Trsta, Gorice i Istre uspjele zbližiti, te organizirati razmjerno dobro razgranatu tajnu antifašičku organizaciju: dok je tršćanska Borba zagovarala terorizam kao metodu antifašističke borbe, slovenski (gorički) TIGR vodio je više politiku okupljanja domoljuba, iako se i on priklonio militantnim istupima. Član TIGR-a Vladimir Gortan osuđen je i strijeljan 1929. poslije oružane akcije, te postao simbol otpora fašizmu.
Na Tinjanštini, gdje je bilo i najveće žarište nezadovoljstva, prosvjedovale su 1931. i žene većinom iz siromašnih obitelji bezemljaša i nadničara što se može okarakterizirati kao pobuna.
Otpor fašizmu Istrani su pokazali i sudjelovanjem pojedinaca u Španjolskom građanskom ratu 1936. – 1939. na strani republikanaca. Od napada sila osovine na Jugoslaviju 1941. sve do kapitulacije Italije antifašističkog pokret otpora u Istri razvijao se u ilegalnosti zbog represije državnoga aparata; među istaknutije antifašističke vođe iz vremena kada se nazirao slom Italije u II. svjetskom ratu ubrajamo primjerice Jožu Šurana i Joakima Rakovca. Nakon kapitulacije Italije 1943. u Istri se pokreće široki antifašistički narodni ustanak, stvaraju se mnogobrojni oružani partizanski odredi i brigade (narodnooslobodilački pokret).
Do kraja rata osnivaju se Antifašistička fronta žena, Ujedinjeni savez antifašističke omladine Hrvatske, a u ljetu 1944. najbrojnija antifašistička organizacija Jedinstvena narodnooslobodilačka fronta Hrvatske (JNOF), koja je okupila stanovništvo i postala pokretačicom procesa široke politizacije naroda. JNOF je kao udruga NOP-a na najširoj osnovi objašnjavala ciljeve i zadatke pokreta i pripremala stanovništvo na korjenite promjene u procesu stvaranja novoga društva. Posebno se nastojalo na tome da ne postane nalik na komunističke partijske komitete, te je u tom smislu trebala okupljati sve domoljube i »... uglednike koji su bili neaktivni ili su se kolebali...«. U gotovo svim istarskim gradovima djelovale su organizacije NOP-a vrlo uspješno, iako u ilegali.
Građanske antifašističke snage nisu imale svoje organizacije, već su neki talijanski građanski političari i članovi odbora Comitato di liberazione nazionale (CLN), osnovanoga 1944., ušli u organizacije NOP-a. Mladi su članovi skupina Gruppi d’azione dei patrioti (GAP) otpor usmjeren protiv fašizma i nacizma ostvarili samostalnim terorističkim akcijama. Nastanak CLN-a u Istri može se tumačiti kao odgovor talijanskog antifašističkoga građanstva na razvoj NOO-a kao organizacija paralelne vlasti NOP-a na određenom području. U tom smislu talijansko građanstvo nije htjelo dopustiti da NOP prodre i u neke gradove zapadne Istre. Prema talijanskim autorima CLN su kao tajnu građansku antifašističku organizaciju u nekim gradovima zapadne Istre osnivali odmah nakon 8. rujna 1943. pripadnici tajnih antifašističkih političkih udruga koje su se vjerojatno počele tek okupljati. Među njima je bilo onih koji su bili spremni za suradnju s NOP-om, ali i onih koji su iz nacionalnih i političkih razloga bili odlučno protiv takve suradnje.
Katolička Crkva u Hrvata govorila je o pogubnosti fašizma i nacionalnog socijalizma, kao primjerice fr. Hijacint Bošković 1938. godine. U knjizi " Kršćanska misao u XX. stoljeću" tiskani su izabrani ulomci iz njegova djela "Filozofski izvori fašizma i nacionalnoga socijalizma", napisanoga 1939. godine (temeljem njegovih predavanja iz 1938.). Bošković razmatra karakter totalitarne države i odnos pojedinca prema državi (i obratno) te piše : "Ako čovjeka shvaćamo samo kao dio cjeline, onda ćemo dosljedno apsorbirati čovjeka u državi. Čovjek ne će vrijediti ništa izvan države. Naprotiv, ako vidimo da je čovjek osoba, onda ćemo morati kazati sa sv. Tomom, da je država za čovjeka, a ne obratno. Čovjek kao osoba je slobodno biće, koje ne može ništa vremenito zadovoljiti. On je određen neizmjernim i nalazi svoje smirenje i svoju sreću samo u Bogu. Bilo država, bilo koja druga institucija, samo su vremenita sredstva. u čovjeku će uvijek ostati nešto, čime će se osoba izdizati iznad vlasti države". Svojim je pisanjem Bošković osudio nacizam, što je bio dio vala rasprave o osudi nacizma koje su napisali hrvatski bogoslovi, katolički laici, sveučilišni profesori te redovnici iz velikih redova kao što su dominikanci, franjevci i isusovci. Pri tom valja istaknuti da je bio prvi u Europi koji je otvoreno analizirao nacističko zlo. Zbog toga se može reći da zajedno s Marijom Bridom "formira slobodarski dvojac koji nas navodi da Selca, kao što ih se uobičavalo nazivati mjestom biskupa i pjesnika, dodatno nazovemo i mjestom filozofa slobode".

## Antifašizam u Republici Hrvatskoj
Suvremena Republika Hrvatska temelji svoj državnopravni kontinuitet i na odlukama Zemaljskoga antifašističkog vijeća narodnoga oslobođenja Hrvatske, najvišega organa narodne vlasti u Hrvatskoj, osnovanoga od antifašističkoga pokreta. U Izvorišnim osnovama Ustava Republike Hrvatske navodi se: »Izražavajući tisućljetnu nacionalnu samobitnost i državnu opstojnost hrvatskoga naroda, potvrđenu slijedom ukupnoga povijesnoga zbivanja u različitim državnim oblicima te održanjem i razvitkom državotvorne misli o povijesnom pravu hrvatskoga naroda na punu državnu suverenost, što se očitovalo: ... u uspostavi temelja državne suverenosti u razdoblju drugoga svjetskog rata, izraženoj nasuprot proglašenju Nezavisne Državne Hrvatske (1941.) u odlukama Zemaljskoga antifašističkog vijeća narodnog oslobođenja Hrvatske (1943.), a potom u Ustavu Narodne Republike Hrvatske (1947.) i poslije u ustavima Socijalističke Republike Hrvatske (1963. – 1990.), na povijesnoj prekretnici odbacivanja komunističkog sustava i promjena međunarodnog poretka u Europi, hrvatski je narod na prvim demokratskim izborima (godine 1990.), slobodno izrađenom voljom potvrdio svoju tisućgodišnju državnu samobitnost.«
Povodom 60. obljetnice pobjede nad fašizmom Hrvatski sabor je 13. travnja 2005. godine donio Deklaraciju o antifašizmu. U tom se dokumentu, između ostalog "potvrđuje antifašističku demokratsku utemeljenost i opredijeljenost Republike Hrvatske", "potvrđuje da su temeljne vrijednosti antifašizma jednoznačno prihvaćene u Republici Hrvatskoj", "poziva na trajnu afirmaciju i njegovanje antifašističkih vrijednosti te zaštitu i očuvanje stečevina antifašizma", te se pozivaju "državna tijela i javne institucije na objektivno, cjelovito i nepristrano sagledavanje povijesnog razdoblja Drugog svjetskog rata i antifašizma u Republici Hrvatskoj, ne izjednačavajući antifašistički pokret s ideologijom komunizma.".

## Zlouporabe naziva
Na istoku Europe pod komunističkom vladavinom je naziv "antifašizam" zloupotrebljavan na način da se ustanove i ideje liberalne demokracije u kapitalističkim zemlje Zapada ponekad prikazivalo kao - fašističke; komunisti su se držali kao da pravo na naziv "antifašist" imaju - komunisti i nitko drugi. Tako su vlasti DDR-a nazivale Berlinski zid kojega su podigle da spriječe bijeg vlastitog stanovništva na Zapad, nazivale "antifašistički obrambeni zid" (njem. „antifaschistischer Schutzwall“).

## Vanjske poveznice
|  | Zajednički poslužitelj ima još gradiva o temi antifašistički otpor |